# Neolema sexpunctata
Neolema sexpunctata är en skalbaggsart som först beskrevs av Olivier 1808.  Neolema sexpunctata ingår i släktet Neolema och familjen bladbaggar. Inga underarter finns listade i Catalogue of Life.